# Epicentro romano
Epicentro romano è una serie di compilation che racchiudono l'essenza del rap romano. Nasce da un'idea di Vania Pacifici,Flavio Spezzacatena e Nicola Veccia Scavalli di riunire il meglio del panorama rap romano dell'epoca. Vania Pacifici disegna anche la prima storica copertina con il Colosseo epicentro dell'esplosione.
Uscite ad intervalli di anni, questi volumi rappresentano un classico dell'Hip Hop italiano ed un esempio di quello capitolino. 
- Il primo album Unic Records esce nel 1998 e viene distribuito da Goodstuff e poi Vibra: al suo interno partecipazioni di Piotta, Assalti Frontali, Ice One (ora DJ Sensei), Flaminio Maphia, AK47, Losco Affare, Pusha, Sparo Manero, Cor Veleno (con la storica "21 Tyson") e molti altri artisti.
- Il secondo volume esce nel 2000 e viene prodotto da Unic Records: al suo interno partecipazioni di Piotta, Cina e Gufo, Assalti Frontali, RomaCapocciaSquad, Flaminio Maphia (con "Spaccamo Tutto"), Chef Ragoo, Scimmie Del Deserto, Kaotici, DJ Baro e molti altri. Nel settore riceve una massiccia pubblicità (uno storico articolo su AL Magazine), diventando immediatamente famoso al livello underground.
- L'operazione viene ripetuta nel dicembre del 2005 e viene co-prodotto da La Grande Onda, etichetta di Piotta: copertina con il colosseo sotto assedio, all'interno nuove leve come Ghemon, Scala Reale, Crema ed ospiti come Brusco, Piotta, Assalti Frontali e Scimmie del Deserto.

Nel 2019 esce il quarto volume del progetto con la produzione di Wiskbeatz e JP Balboa. Il disco edito da Antibe, Goody Music, Drago Publisher esce in un doppio vinile in edizione limitata e vede la partecipazione di Amir Issaa, Il Turco, Danno (Colle der Fomento), Gast, Mistiko, Chicoria, William Pascal, Lucci, Deal Pacino, Rak, Brusco, Chef Ragoo, Delgado, Sace, Whiteboy, Esa, Diamante e contiene una traccia inedita di Primo Brown.
Ogni facciata del disco è introdotta dagli skits di Piotta, Squarta, Masito, G-Max e Noyz Narcos.

## Discografia
- Epicentro romano vol. 1 (1998)
- Epicentro romano vol. 2 (2000)
- Epicentro romano vol. 3 (2005)
- Epicentro romano vol. 4 - Rewind (2019)